# Danmark ved sommer-PL 2024
Danmark deltog under Sommer-PL 2024 i Paris i Frankrig fra 28. august til 8. september 2024.

## Medaljer
| 2024 Paris | Guld | Sølv | Bronze | Total |
| Danmark    | 2    | 3    | 5      | 10    |

### Medaljevindere
| Medalje | Navn                   | Sport      | Disciplin                          | Dato         |
| ------- | ---------------------- | ---------- | ---------------------------------- | ------------ |
| Guld    | Alexander Hillhouse    | Svømning   | Men's 100m butterfly - S14         | 29. august   |
| Guld    | Emma Lund              | Cykling    | Women’s T1-2 Road Race             | 7. september |
| Sølv    | Daniel Wagner          | Atletik    | Men’s Long Jump –T63               | 31. august   |
| Sølv    | Daniel Wagner          | Atletik    | Men's 100m - T63                   | 2. september |
| Sølv    | Katrine Kristensen     | Equestrian | Individual - Grade 2               | 3. september |
| Bronze  | Lisa Gjessing          | Taekwondo  | Women's –65 kg                     | 30. august   |
| Bronze  | Martin Black Jørgensen | Shooting   | Men's 10m Air rifle - R1           | 31. august   |
| Bronze  | Emma Lund              | Cykling    | Women’s T1-2 Individual Time Trial | 4. september |
| Bronze  | Peter Rosenmeier       | Bordtennis | Men’s Singles - MS6                | 5. september |
| Bronze  | Bjørk Nørremark        | Atletik    | Women’s Long Jump - T47            | 6. september |